# Кротки
Кро́тки (бел. Кроткі) — деревня в составе Осиновского сельсовета Чаусского района Могилёвской области Республики Беларусь.

## История
Упоминается в 1642 году как деревня Кротьки в Оршанском повете ВКЛ. Упоминается в 1669 году в составе Оршанского повета ВКЛ.

## Население
- 2010 год — 12 человек